# Zsuzsanna Sirokay
Zsuzsanna Sirokay (* 28. März 1941 in Ungvár) ist eine ungarische Pianistin. Sie lebt seit 1968 in der Schweiz und ist seit 1983 auch Schweizer Staatsbürgerin.

## Leben und Wirken
Nach der Flucht der Familie vor der Frontkämpfen in ihrer Geburtsstadt verbrachte sie ihre Kindheit in Gyoma, einem Dorf in der ungarischen Tiefebene. Von ihrem zehnten bis 17. Lebensjahr besuchte sie das Konservatorium in Debrecen. Danach zog sie nach Budapest und begann ihr Klavierstudium an der Franz-Liszt-Musikakademie. Sie schloss 1963 ihre Ausbildung bei Péter Solymos mit Auszeichnung ab. Neben Studien bei György Kurtág besuchte sie Meisterkurse bei Alfred Brendel, Paul Badura-Skoda, Jörg Demus und Géza Anda.
Ihr Orchesterdebüt mit Schumanns Klavierkonzert gab sie 1965 mit dem ungarischen Staatsorchester unter der Leitung von János Ferencsik. Mit demselben Orchester unter der Leitung von Tamás Breitner erschien auch ihr Plattendebüt auf Hungaroton, eine Einspielung der Klavierkonzerte in A-Dur, KV 488, und C-Dur, KV 415, von W. A. Mozart.
Sie arbeitete im Laufe ihrer Karriere mit Dirigenten wie István Kertész, Charles Dutoit, Sándor Végh, Armin Jordan, Zoltán Pesko, Gerd Albrecht, Tamás Sulyok oder Marie-Jeanne Dufour, und Orchestern wie der BBC Scottish Symphony, den Bamberger Symphonikern, dem von Paul Sacher gegründeten Collegium Musicum Zürich oder der Südwestdeutschen Philharmonie.
Kammermusikalisch trat sie regelmäßig mit Künstlern wie Peter-Lukas Graf, Nicolas Chumachenco, H. R. Stalder, Brenton Langbein und Hansheinz Schneeberger auf, sowie mit Ensembles wie den Kammermusikern Zürich, dem Tátrai-Quartett, dem Bartók-Quartett, dem Neuen Zürcher Quartett oder dem Carmina-Quartett. Aus dieser Zusammenarbeit entstanden auch diverse Platteneinspielungen, meist auf den Schweizer Klassiklabels Claves und Jecklin.
Sie wirkte an Festivals bzw. Meisterkursen wie dem Cheltenham Music Festival, Wexford Festival Opera und der Academia Musicae Pro Mundo Uno in Assisi mit. Auf Einladung von Sándor Végh wirkte sie am IMS Prussia Cove in Cornwall mit.
Konzerttourneen führten sie neben Ungarn und der Schweiz in zahlreiche europäische Länder (England, Deutschland, Irland, Holland, Schweden, Österreich, Italien, Tschechoslowakei, Polen, Sowjetunion und Spanien). Außerdem machte sie Rundfunkaufnahmen beim Schweizer Rundfunk (Basel, Bern, Lausanne, Lugano, Zürich) sowie bei Sendern in Berlin, Budapest, Glasgow, Köln, London, Stuttgart und Wien.
Sie war Dozentin an der Hochschule Freiburg in Breisgau, gab verschiedene Meisterkurse (Ticino Musica / Ascona, Musica Riva / Riva del Garda, Academia Musicae Pro Mundo Uno / Assisi) und war staatliche Musikexpertin am Konservatorium und der Musikhochschule Zürich und am Konservatorium Winterthur sowie Jurymitglied an der Scottish International Piano Competition in Glasgow (1989 & 1995).
Aufgrund zunehmender gesundheitlicher Probleme mit den Händen und Operationen entschied sie sich Anfang der 2000er-Jahre zum Rückzug von der Konzerttätigkeit.

## Auszeichnungen
- Finalistin beim Internationalen Clara-Haskil-Klavierwettbewerb in Luzern 1967 und 1969
- Preisträgerin von Wettbewerben in Wien und an der Leeds International Piano Competition

## Aufnahmen
- Wolfgang Amadeus Mozart: Klavierkonzerte A-Dur (KV 488) und C-Dur (KV 415). Hungaroton.
- Béla Bartók: Klavierwerke (4 Klagelieder, Allegro barbaro, Suite op. 14 u. a.). Jecklin.
- Norbert Burgmüller, Niels Wilhelm Gade, Charles Villiers Stanford: Romantische Klarinettenmusik. Jecklin (zusammen mit Lux Brahn).
- Franz Danzi, Alois Beerhalter: Musik aus der Blütezeit des Bassetthorns. Jecklin (zusammen mit Hans Rudolf Stalder).
- Friedrich Kuhlau, Ferdinand Ries, Carl Czerny, Bernhard Molique: The Virtuoso Flute. Jecklin (zusammen mit Peter-Lukas Graf).
- François-Adrien Boieldieu, Ernesto Cavallini, Amilcare Ponchielli, Gioachino Rossini u. a.: Virtuose Klarinettenmusik der Romantik II. Jecklin (zusammen mit Hans Rudolf Stalder und Heinz Hofer).
- Johannes Brahms: Sonaten op. 120 f-Moll und Es-Dur. Angelicum (zusammen mit András von Tószeghi).
- Friedrich Kuhlau: 2 Sonaten a-Moll op. 85 und es-Moll op. 64.  Claves (zusammen mit Peter-Lukas Graf).